# Vàng(III) selenat
Vàng(III) selenat là một hợp chất vô cơ có công thức hóa học là Au2(SeO4)3. Hợp chất này tan được trong nước, trong dung dịch vàng(III) selenat có màu vàng cam. Trong vàng(III) selenat, ion vàng có số oxy hóa là +3.

## Tinh chất hóa học
Vàng có tính khử yếu nên dễ bị các kim loại khác đẩy ra khỏi dung dịch muối của nó như natri, calci, nhôm, sắt,… 
Au2(SeO4)3 + 6Na → 2Au + 3Na2SeO4
2Au2(SeO4)3 + 3Ca → 6Au + 3CaSeO4
Au2(SeO4)3 + 2Al → 2Au + Al2(SeO4)3
Au2(SeO4)3 + 3Fe → 2Au + 3FeSeO4
(FeSeO4 ngay lập tức chuyển thành Fe2(SeO4)3)
Au2(SeO4)3 + 2Fe → 2Au + Fe2(SeO4)3
Vàng(III) selenat cũng phản ứng được với axit oxalic và axit acetic tạo thành vàng(I) oxalat và vàng(III) acetat:
Au2(SeO4)3 + 3C2H2O4 → Au2C2O4↓ + 3H2SeO4
Au2(SeO4)3 + 6CH3COOH → 2(CH3COO)3Au + 3H2SeO4

## Điều chế
Vàng(III) selenat được điều chế bằng cách cho axit selenic 98% nóng hoà tan với vàng, tạo thành dung dịch màu vàng cam:
2Au + 6H2SeO4 → Au2(SeO4)3 + 3H2SeO3 + 3H2O
Phải đun nóng dung dịch đến 154 °C (309 °F; 427 K) trong 13 giờ, các tinh thể vàng(III) selenat sẽ xuất hiện.